# Naltus Naana
Naltus Naana is een Surinaams bestuurder. Hij was tussen 2011 en 2016 districtscommissaris voor verschillende bestuursressorten in Sipaliwini en in 2020 gedurende enkele maanden in Coronie.

## Biografie
Naltus Naana is lid van de Nationale Democratische Partij (NDP). In januari 2011 werd bekend dat hij naar Pokigron zou gaan als districtscommissaris (dc) van Boven-Suriname en op 22 februari werd hij officieel in dit ambt benoemd. In juli nam hij van Raymond Landburg nog enkele ressorten in Sipaliwini over.
In de jaren erna droeg hij het bestuur van enkele ressorten over die zelfstandig verder gingen, terwijl het bestuursgebied van Sipaliwini steeds kleiner werd. In december 2014 droeg hij de overgebleven drie ressorten Boven-Suriname, Boven-Coppename en Coeroenie  over aan Armand Jurel en werd hij zelf overgeplaatst naar Kabalebo. Medio 2016 volgde een nieuwe reshuffling vanuit Paramaribo en werd zijn post ter beschikking gesteld van minister Edgar Dikan. In Kabalebo werd hij later dat jaar opgevolgd door Trees Cirino.
In 2020 nam hij op de valreep de leiding over van het bestuursdistrict Coronie, omdat de dienstdoende dc Remie Tarnadi vrijgesteld werd voor de verkiezingsstrijd in het district. Hier bleef hij aan tot in augustus 2020 vrijwel alle dc's die door de Bouterse-regering waren benoemd uit hun functie werden ontlast. Hij werd opgevolgd door Maikel Winter.